# Olidiana spira
Olidiana spira är en insektsart som beskrevs av Nielson 1991. Olidiana spira ingår i släktet Olidiana och familjen dvärgstritar. Inga underarter finns listade i Catalogue of Life.